# 阿部要門
阿部 要門（あべ かなと、2002年4月3日 - ）は福島県出身のサッカー選手。ポジションはFW。

## 略歴
中学時代は福島ユナイテッドFCのアカデミーに所属していた。尚志高校では2年次にインターハイと全国高等学校サッカー選手権大会に出場した。2020年3月3日、2021年シーズンからのモンテディオ山形加入内定が発表された。また6月にはJFA・Jリーグ特別指定選手に承認された。
2021年シーズンより正式にモンテディオ山形に加入。8月17日、J3リーグのカマタマーレ讃岐に育成型期限付き移籍にて加入することが発表された。8月28日、J3第16節の鹿児島ユナイテッドFC戦でプロデビューを果たした。
2022年、ラインメール青森に育成型期限付き移籍。4月3日のFCマルヤス岡崎戦で左膝前十字靭帯損傷で全治9ヶ月の大けがを負った。
2024年、モンテディオ山形に復帰。
2024年7月、ブリオベッカ浦安に育成型期限付き移籍。この年で山形、浦安共に契約満了となった。

## 所属クラブ
- 蓬莱FC
- 福島ユナイテッドFC U-15
- 尚志高校
  - 2020年6月 - 同年12月  モンテディオ山形（特別指定選手）
- 2021年 - 2024年  モンテディオ山形
  - 2021年8月 - 12月  カマタマーレ讃岐（育成型期限付き移籍）
  - 2022年 - 2023年  ラインメール青森（育成型期限付き移籍）
  - 2024年7月 - 12月  ブリオベッカ浦安（育成型期限付き移籍）

## 個人成績
| 国内大会個人成績 | 国内大会個人成績 | 国内大会個人成績 | 国内大会個人成績 | 国内大会個人成績 | 国内大会個人成績 | 国内大会個人成績 | 国内大会個人成績 | 国内大会個人成績 | 国内大会個人成績 | 国内大会個人成績 | 国内大会個人成績 |
| 年度             | クラブ           | 背番号           | リーグ           | リーグ戦         | リーグ戦         | リーグ杯         | リーグ杯         | オープン杯       | オープン杯       | 期間通算         | 期間通算         |
| 年度             | クラブ           | 背番号           | リーグ           | 出場             | 得点             | 出場             | 得点             | 出場             | 得点             | 出場             | 得点             |
| 日本             | 日本             | 日本             | 日本             | リーグ戦         | リーグ戦         | リーグ杯         | リーグ杯         | 天皇杯           | 天皇杯           | 期間通算         | 期間通算         |
| ---------------- | ---------------- | ---------------- | ---------------- | ---------------- | ---------------- | ---------------- | ---------------- | ---------------- | ---------------- | ---------------- | ---------------- |
| 2021             | 山形             | 34               | J2               | 0                | 0                | -                | -                | 0                | 0                | 0                | 0                |
| 2021             | 讃岐             | 26               | J3               | 4                | 0                | -                | -                | -                | -                | 4                | 0                |
| 2022             | 青森             | 30               | JFL              | 2                | 0                | -                | -                | -                | -                | 2                | 0                |
| 2023             | 青森             | 23               | JFL              | 2                | 0                | -                | -                | -                | -                | 2                | 0                |
| 2024             | 山形             | 34               | J2               | 0                | 0                | 1                | 0                | 1                | 0                | 2                | 0                |
| 2024             | 浦安             | 34               | JFL              | 5                | 1                | -                | -                | -                | -                | 5                | 1                |
| 通算             | 日本             | 日本             | J2               | 0                | 0                | 1                | 0                | 1                | 0                | 2                | 0                |
| 通算             | 日本             | 日本             | J3               | 4                | 0                | -                | -                | -                | -                | 4                | 0                |
| 通算             | 日本             | 日本             | JFL              | 9                | 1                | -                | -                | -                | -                | 9                | 1                |
| 総通算           | 総通算           | 総通算           | 総通算           | 13               | 1                | 1                | 0                | 1                | 0                | 15               | 1                |

- 2020年 特別指定選手としての公式戦出場無し

## 代表歴
- 2020年 U-18日本代表候補[12]